# مراد أغاييف
مراد أغاييف (بالأذرية: Ağayev Murad Aleksandr oğlu)‏ هو لاعب كرة قدم أذربيجاني في مركز الوسط، ولد في 9 فبراير 1993 في ستافروبول في روسيا. شارك مع منتخب أذربيجان تحت 19 سنة لكرة القدم ومنتخب أذربيجان لكرة القدم. أما مع النوادي، فقد لعب مع نادي سومقاييت.

## وصلات خارجية
- مراد أغاييف على موقع قاعدة بيانات كرة القدم.إي يو (الإنجليزية)
- مراد أغاييف على موقع ناشيونال فوتبول تيمز (الإنجليزية)
- مراد أغاييف على موقع Soccerway.com (الإنجليزية)